# Battaglia di Kljasticy
La battaglia di Kljasticy (o  battaglia di Yakubovo o battaglia di Oboiarszina) fu una serie di scontri avvenuti nel 1812 nei pressi del villaggio di Kljasticy (in russo Клястицы?) (uezd di Drissa, gubernija di Vicebsk) lungo la strada tra Polack e Sebež. In questa battaglia i corpi russi di Peter Wittgenstein affrontarono i corpi francesi del maresciallo Nicolas Charles Oudinot. Il risultato fu inconcludente, con entrambi gli schieramenti che si ritirarono dopo aver subito ingenti perdite.

## Contesto storico
Dopo che la Russia aveva deciso di infrangere il blocco continentale imposto da Napoleone, i francesi avevano organizzato una spedizione nel cuore della Russia, con l'intento di forzare lo zar Alessandro I a ripristinare il blocco e a riprendere la politica di sabotaggio dei commerci con l'Inghilterra.
Questo immenso piano aveva richiesto la costituzione del più grande esercito che il suolo europeo avesse mai visto: la Grande Armée era composta da oltre 600 000 uomini, provenienti da buona parte dell'Europa ancora alleata a Napoleone. Mentre il grosso dell'esercito avrebbe proseguito la propria marcia verso la capitale russa, Mosca, due armate sarebbero state poste di guardia ai fianchi settentrionale e meridionale del corpo di spedizione: a sud, in Ucraina,  le truppe austriache del Principe Schwarzenberg e a nord, in Bielorussia, le armate francesi di Oudinot, MacDonald e Saint-Cyr.

## Antefatti
Il 1º Corpo russo del conte Wittgenstein aveva l'ordine di avanzare dall'area di San Pietroburgo verso Pokajowsky e Drissa per rinforzare la 1ª Armata occidentale. Le forze di Oudinot proseguivano in direzione nord, alla volta di San Pietroburgo, mentre, allo stesso tempo, il X Corpo d'Armata del maresciallo MacDonald era impegnato a Riga, occupata dal generale russo Essen.
La marcia del II Corpo proseguiva senza intoppi e Oudinot fece occupare Polack il 26 luglio. Venuto a sapere della posizione di Oudinot e della sua avanzata, Wittgenstein ordinò un consiglio di guerra e decise di attaccare le forze francesi appena fosse possibile, per prevenire l'avanzata francese verso San Pietroburgo. 

## La battaglia

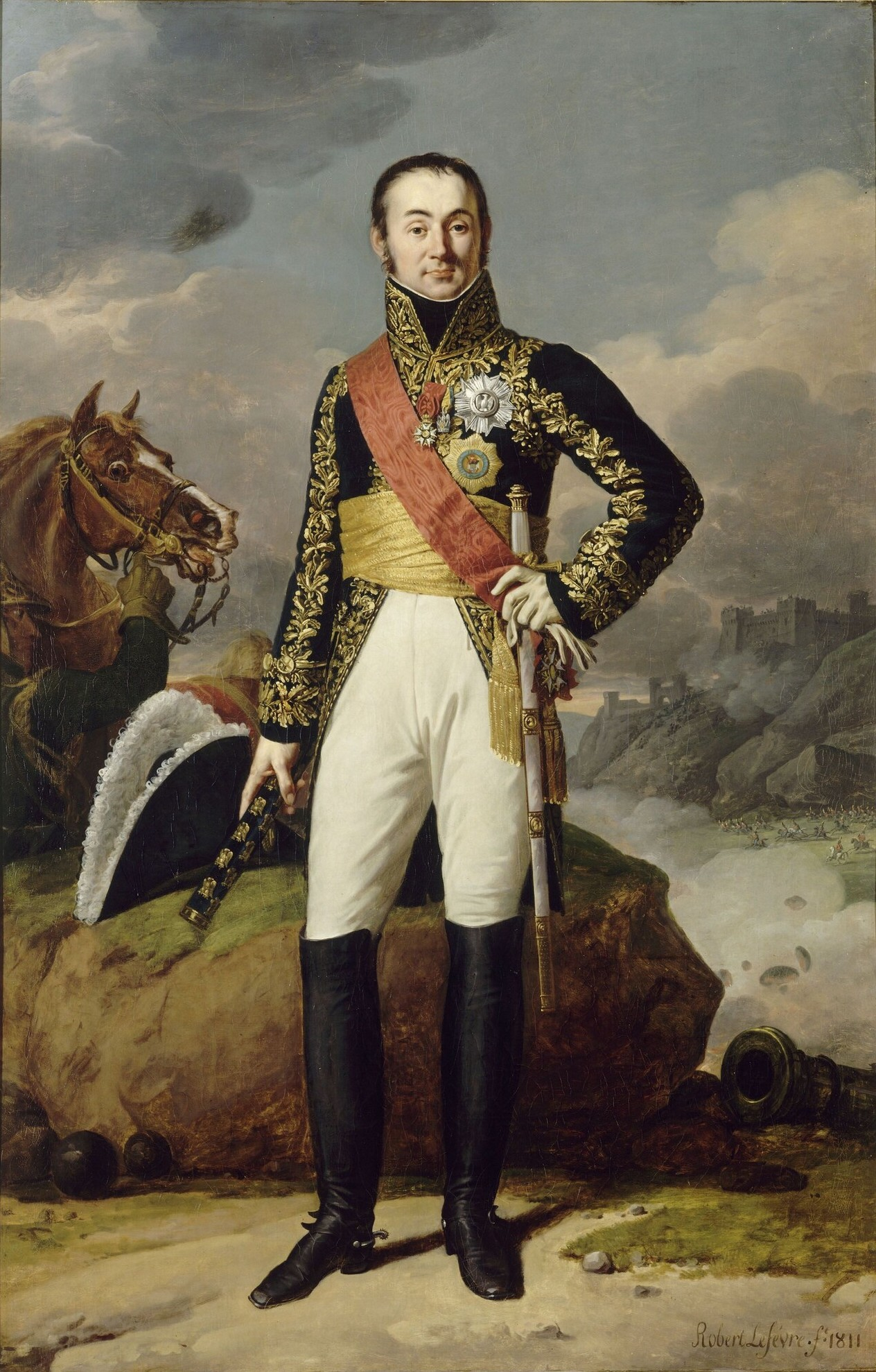
Il maresciallo Oudinot

Le forze francesi disponibili ammontavano a circa 28 000 uomini, quelle russe tra i 17 000 ed i 23 000. Nonostante la netta inferiorità numerica, Wittgenstein decise di combattere, seguendo la linea di azione decisa nei giorni precedenti.
Mentre le truppe di Oudinot occupavano il villaggio di Kljasticy sulla strada per San Pietroburgo il 30 luglio, la sua avanguardia con dodici squadroni di cavalleria fu inaspettatamente attaccata da otto ussari russi e squadroni cosacchi del generale Kul'nev. La battaglia inizio alle 14:00, con l'avanguardia russa (circa 4000 uomini) che combatté quella francese per tutta la giornata nei pressi del villaggio di Jakubovo. Kul'nev mise alle strette i francesi, che però tennero sotto controllo il villaggio.
Il giorno seguente, dopo numerosi attacchi e contrattacchi, i russi obbligarono Oudinot a ritirarsi a Kljasticy. Per poter continuare l'avanzata i russi avrebbero dovuto attraversare il fiume Nišča. Oudinot ordinò ai suoi uomini di incendiare l'unico ponte esistente, e mentre la cavalleria russa stava guadando il Nišča il 2º battaglione del reggimento granatieri Pavlovsk oltrepassò il ponte in fiamme. Kul'nev proseguì l'inseguimento dei francesi con numerosi reggimenti di cavalleria ed un battaglione di fanteria. Dopo aver attraversato il fiume Drissa, il 1º agosto cadde in un'imboscata patendo numerose perdite sotto il fuoco dell'artiglieria francese. Lo stesso Kul'nev fu gravemente ferito ad entrambe le gambe da una palla di cannone, e morì quello stesso giorno. Alla fine Oudinot si ritirò a Polack, e l'avanzata francese verso San Pietroburgo fallì.

## Conseguenze
Le perdite subite da entrambi gli schieramenti furono relativamente elevate: 4 300 tra feriti e caduti nelle file russe, circa 3 700 tra quelle francesi.
La battaglia di Kljasticy pose un primo freno all'avanzata delle forze francesi verso San Pietroburgo, causando una lunga fase di stallo, confermato ulteriormente dalla successiva battaglia di Polack.
Wittgenstein fu insignito dell'Ordine di San Giorgio di secondo grado, mentre il capitano Krylov, la cui unità fu tra le prime ad attraversare il fiume attraverso il ponte in fiamme, ricevette l'Ordine di San Giorgio di quarto grado.